# Antonio Benarrivo
Antonio Benarrivo (Brindisi, 21 agosto 1968) è un ex calciatore italiano, di ruolo difensore. vicecampione del mondo con la nazionale italiana nel 1994.

## Carriera

### Giocatore

#### Club

Benarrivo al Padova nel 1990, inseguito dal bresciano Ganz.

Ha iniziato a giocare nel calcio professionistico nella squadra della sua città, il Brindisi, con cui ha esordito in Serie C1 nel campionato 1986-1987. Dopo tre stagioni fra i pugliesi, è passato al Padova, in Serie B, dove è rimasto due anni. Nel 1991 è stato acquistato dal Parma di Nevio Scala, che aveva ottenuto la qualificazione alla Coppa UEFA al primo anno in Serie A. Ha vestito la maglia parmense per più di un decennio.
Al suo primo anno in massima serie ha vinto la Coppa Italia e l'anno seguente, nel 1992-1993, la Coppa delle Coppe, di cui ha perso la finale nel 1993-1994, annata in cui ha vinto la Supercoppa UEFA. La striscia di vittorie è continuata con la Coppa UEFA 1994-1995, mentre in campionato il Parma ha sfiorato la vittoria dello scudetto nel 1996-1997.
Nel 1998-1999 la squadra ha vinto la Coppa UEFA e una seconda Coppa Italia. Per Benarrivo è stato l'ultimo anno da titolare: dall'annata seguente ha giocato sempre di meno, pur vincendo un'altra Coppa Italia nel 2001-2002. Si è ritirato dall'attività agonistica nel 2004. Con la società emiliana ha totalizzato 257 presenze e 5 reti in Serie A.

#### Nazionale
Convocato da Arrigo Sacchi, ha esordito in nazionale il 22 settembre 1993, a 25 anni, nella partita Estonia-Italia (0-3) valida per le qualificazioni mondiali. Diventato il terzino destro titolare, ha preso parte al campionato mondiale del 1994 negli Stati Uniti, dove il 17 luglio 1994 ha disputato da titolare, ma come terzino sinistro, la finale persa ai rigori contro il Brasile.
Conta 23 presenze in nazionale. La sua ultima partita con l'Italia risale al 29 ottobre 1997, nell'andata dello spareggio di qualificazione al campionato del mondo 1998 in casa della Russia.

### Allenatore
Il 10 dicembre 2012 ha iniziato a frequentare a Coverciano il corso di abilitazione per il master di allenatori professionisti Prima Categoria-UEFA Pro.

## Statistiche

### Presenze e reti nel club
| Stagione        | Squadra         | Campionato      | Campionato | Campionato | Coppe nazionali | Coppe nazionali | Coppe nazionali | Coppe continentali | Coppe continentali | Coppe continentali | Altre coppe | Altre coppe | Altre coppe | Totale | Totale |
| Stagione        | Squadra         | Comp            | Pres       | Reti       | Comp            | Pres            | Reti            | Comp               | Pres               | Reti               | Comp        | Pres        | Reti        | Pres   | Reti   |
| --------------- | --------------- | --------------- | ---------- | ---------- | --------------- | --------------- | --------------- | ------------------ | ------------------ | ------------------ | ----------- | ----------- | ----------- | ------ | ------ |
| 1986-1987       | Brindisi        | C1              | 14         | 0          | CI-C            | ?               | ?               | -                  | -                  | -                  | -           | -           | -           | 14+    | 0+     |
| 1987-1988       | Brindisi        | C1              | 31         | 0          | CI-C            | ?               | ?               | -                  | -                  | -                  | -           | -           | -           | 31+    | 0+     |
| 1988-1989       | Brindisi        | C1              | 31         | 2          | CI-C            | ?               | ?               | -                  | -                  | -                  | -           | -           | -           | 31     | 0+     |
| Totale Brindisi | Totale Brindisi | Totale Brindisi | 76         | 2          |                 | ?               | ?               |                    | -                  | -                  |             | -           | -           | 76+    | 2+     |
| 1989-1990       | Padova          | B               | 33         | 3          | CI              | 1               | 0               | -                  | -                  | -                  | -           | -           | -           | 34     | 3      |
| 1990-1991       | Padova          | B               | 36         | 4          | CI              | 0               | 0               | -                  | -                  | -                  | -           | -           | -           | 36     | 4      |
| Totale Padova   | Totale Padova   | Totale Padova   | 69         | 7          |                 | 1               | 0               |                    | -                  | -                  |             | -           | -           | 70     | 7      |
| 1991-1992       | Parma           | A               | 30         | 0          | CI              | 9               | 0               | CU                 | 2                  | 0                  | -           | -           | -           | 41     | 0      |
| 1992-1993       | Parma           | A               | 20         | 0          | CI              | 4               | 0               | CdC                | 6                  | 0                  | SI          | 1           | 0           | 31     | 0      |
| 1993-1994       | Parma           | A               | 28         | 0          | CI              | 6               | 0               | CdC                | 7                  | 0                  | SU          | 2           | 0           | 43     | 0      |
| 1994-1995       | Parma           | A               | 17         | 0          | CI              | 2               | 0               | CU                 | 5                  | 0                  | -           | -           | -           | 24     | 0      |
| 1995-1996       | Parma           | A               | 27         | 3          | CI              | 1               | 0               | CdC                | 6                  | 0                  | SI          | 1           | 0           | 35     | 3      |
| 1996-1997       | Parma           | A               | 22         | 1          | CI              | 1               | 0               | CU                 | 1                  | 0                  | -           | -           | -           | 24     | 1      |
| 1997-1998       | Parma           | A               | 24         | 1          | CI              | 6               | 0               | UCL                | 5                  | 0                  | -           | -           | -           | 35     | 1      |
| 1998-1999       | Parma           | A               | 25         | 0          | CI              | 3               | 0               | CU                 | 7                  | 0                  | -           | -           | -           | 35     | 0      |
| 1999-2000       | Parma           | A               | 18         | 0          | CI              | 1               | 1               | UCL+CU             | 0+4                | 0+0                | SI          | 1           | 0           | 24     | 1      |
| 2000-2001       | Parma           | A               | 13         | 0          | CI              | 2               | 0               | CU                 | 4                  | 0                  | -           | -           | -           | 19     | 0      |
| 2001-2002       | Parma           | A               | 9          | 0          | CI              | 6               | 0               | UCL+CU             | 0+3                | 0+0                | -           | -           | -           | 18     | 0      |
| 2002-2003       | Parma           | A               | 19         | 0          | CI              | 0               | 0               | CU                 | 4                  | 0                  | SI          | 0           | 0           | 23     | 0      |
| 2003-2004       | Parma           | A               | 6          | 0          | CI              | 2               | 0               | CU                 | 2                  | 0                  | -           | -           | -           | 10     | 0      |
| Totale Parma    | Totale Parma    | Totale Parma    | 258        | 5          |                 | 43              | 1               |                    | 56                 | 0                  |             | 5           | 0           | 362    | 6      |
| Totale carriera | Totale carriera | Totale carriera | 403        | 14         |                 | 44+             | 1+              |                    | 56                 | 0                  |             | 5           | 0           | 508+   | 15+    |

### Cronologia presenze e reti in nazionale
| Cronologia completa delle presenze e delle reti in nazionale ― Italia | Cronologia completa delle presenze e delle reti in nazionale ― Italia | Cronologia completa delle presenze e delle reti in nazionale ― Italia | Cronologia completa delle presenze e delle reti in nazionale ― Italia | Cronologia completa delle presenze e delle reti in nazionale ― Italia | Cronologia completa delle presenze e delle reti in nazionale ― Italia | Cronologia completa delle presenze e delle reti in nazionale ― Italia | Cronologia completa delle presenze e delle reti in nazionale ― Italia |
| Data                                                                  | Città                                                                 | In casa                                                               | Risultato                                                             | Ospiti                                                                | Competizione                                                          | Reti                                                                  | Note                                                                  |
| --------------------------------------------------------------------- | --------------------------------------------------------------------- | --------------------------------------------------------------------- | --------------------------------------------------------------------- | --------------------------------------------------------------------- | --------------------------------------------------------------------- | --------------------------------------------------------------------- | --------------------------------------------------------------------- |
| 22-9-1993                                                             | Tallinn                                                               | Estonia                                                               | 0 – 3                                                                 | Italia                                                                | Qual. Mondiali 1994                                                   | -                                                                     |                                                                       |
| 13-10-1993                                                            | Roma                                                                  | Italia                                                                | 3 – 1                                                                 | Scozia                                                                | Qual. Mondiali 1994                                                   | -                                                                     |                                                                       |
| 17-11-1993                                                            | Milano                                                                | Italia                                                                | 1 – 0                                                                 | Portogallo                                                            | Qual. Mondiali 1994                                                   | -                                                                     |                                                                       |
| 16-2-1994                                                             | Napoli                                                                | Italia                                                                | 0 – 1                                                                 | Francia                                                               | Amichevole                                                            | -                                                                     |                                                                       |
| 23-3-1994                                                             | Stoccarda                                                             | Germania                                                              | 2 – 1                                                                 | Italia                                                                | Amichevole                                                            | -                                                                     |                                                                       |
| 27-5-1994                                                             | Parma                                                                 | Italia                                                                | 2 – 0                                                                 | Finlandia                                                             | Amichevole                                                            | -                                                                     | 46’                                                                   |
| 3-6-1994                                                              | Roma                                                                  | Italia                                                                | 1 – 0                                                                 | Svizzera                                                              | Amichevole                                                            | -                                                                     | 46’                                                                   |
| 11-6-1994                                                             | New Haven                                                             | Italia                                                                | 1 – 0                                                                 | Costa Rica                                                            | Amichevole                                                            | -                                                                     |                                                                       |
| 23-6-1994                                                             | New York                                                              | Italia                                                                | 1 – 0                                                                 | Norvegia                                                              | Mondiali 1994 - 1º turno                                              | -                                                                     |                                                                       |
| 28-6-1994                                                             | Washington                                                            | Italia                                                                | 1 – 1                                                                 | Messico                                                               | Mondiali 1994 - 1º turno                                              | -                                                                     |                                                                       |
| 5-7-1994                                                              | Boston                                                                | Nigeria                                                               | 1 – 2 dts                                                             | Italia                                                                | Mondiali 1994 - Ottavi di finale                                      | -                                                                     |                                                                       |
| 9-7-1994                                                              | Boston                                                                | Italia                                                                | 2 – 1                                                                 | Spagna                                                                | Mondiali 1994 - Quarti di finale                                      | -                                                                     |                                                                       |
| 13-7-1994                                                             | New York                                                              | Italia                                                                | 2 – 1                                                                 | Bulgaria                                                              | Mondiali 1994 - Semifinale                                            | -                                                                     |                                                                       |
| 17-7-1994                                                             | Pasadena                                                              | Brasile                                                               | 0 – 0 dts (3 – 2 dtr)                                                 | Italia                                                                | Mondiali 1994 - Finale                                                | -                                                                     | [ 3 ]                                                                 |
| 29-3-1995                                                             | Kiev                                                                  | Ucraina                                                               | 0 – 2                                                                 | Italia                                                                | Qual. Euro 1996                                                       | -                                                                     |                                                                       |
| 26-4-1995                                                             | Vilnius                                                               | Lituania                                                              | 0 – 1                                                                 | Italia                                                                | Qual. Euro 1996                                                       | -                                                                     |                                                                       |
| 19-6-1995                                                             | Losanna                                                               | Svizzera                                                              | 0 – 1                                                                 | Italia                                                                | Torneo del Centenario della Federazione Svizzera                      | -                                                                     |                                                                       |
| 21-6-1995                                                             | Zurigo                                                                | Italia                                                                | 0 – 2                                                                 | Germania                                                              | Torneo del Centenario della Federazione Svizzera                      | -                                                                     | 46’                                                                   |
| 8-10-1995                                                             | Spalato                                                               | Croazia                                                               | 1 – 1                                                                 | Italia                                                                | Qual. Euro 1996                                                       | -                                                                     | 83’                                                                   |
| 11-11-1995                                                            | Bari                                                                  | Italia                                                                | 3 – 1                                                                 | Ucraina                                                               | Qual. Euro 1996                                                       | -                                                                     |                                                                       |
| 4-6-1997                                                              | Nantes                                                                | Italia                                                                | 0 – 2                                                                 | Inghilterra                                                           | Torneo di Francia                                                     | -                                                                     |                                                                       |
| 11-10-1997                                                            | Roma                                                                  | Italia                                                                | 0 – 0                                                                 | Inghilterra                                                           | Qual. Mondiali 1998                                                   | -                                                                     | 32’                                                                   |
| 29-10-1997                                                            | Mosca                                                                 | Russia                                                                | 1 – 1                                                                 | Italia                                                                | Qual. Mondiali 1998                                                   | -                                                                     | 53’                                                                   |
| Totale                                                                |                                                                       | Presenze                                                              | 23                                                                    |                                                                       | Reti                                                                  | 0                                                                     |                                                                       |

## Palmarès

### Giocatore

#### Club

##### Competizioni nazionali
- Coppa Italia: 3

Parma: 1991-1992, 1998-1999, 2001-2002
- Supercoppa italiana: 1

Parma: 1999

##### Competizioni internazionali
- Coppa delle Coppe: 1

Parma: 1992-1993
- Supercoppa UEFA: 1

Parma: 1993
- Coppa UEFA: 2

Parma: 1994-1995, 1998-1999